# Aliança do Movimento de Libertação da Dominica
A Aliança do Movimento de Libertação da Dominica (em inglês:  Dominica Liberation Movement Alliance, DLMA ou DLM) foi um partido político na Dominica. Concorreu às eleições de 1980, recebendo 8,4% dos votos mas sem eleger nenhum deputado. Não concorreu a mais nenhuma eleição, e em 1985 integrou-se no Partido Trabalhista da Dominica.

## História

### Antecedentes
O Partido Trabalhista da Dominica (DLP) venceu as eleições de 1961, governando o país até 1979. Em 1974, Patrick John tornou-se primeiro-ministro, adotando uma política de "lei e ordem" — especialmente contra os dreads, uma facção radical do movimento rastafariano. Durante seu mandato, ele buscou equilibrar a economia da ilha por meio de controversos acordos de investimentos com empresários estrangeiros, muitas vezes de reputação duvidosa. Em 1978, a Dominica alcançou plena independência do Reino Unido.
Nesse contexto, começaram a desenvolver-se movimentos à esquerda do DLP:
- o Comité da Independência Popular (PIC), dirigido por Roosevelt "Rosie" Douglas, inicialmente tendo como principal objetivo a independência, com um caminho socialista para o desenvolvimento; o PIC estabeleceu vastas ligações a movimentos sociais, como associações de estudantes, cooperativas e organizações de agricultores[12]

- o Partido Democrático Popular (PDP), dirigido por Bill Riviere, com mais implantação em zonas rurais e em Portsmouth (onde chegou a eleger um representante para o conselho local), surgido a partido do Movimento para uma Nova Dominica[12] (uma organização criada em 1972 inspirada no Black Power).[13][14]

- a Aliança Democrática da Dominica (DDA), inicialmente Partido da Nova Aliança, fundado por Michael Douglas (irmão de Rosie Douglas), anteriormente do DLP e ministro de 1975 a 1978, mas demitido por Patrick John acusado de "comunismo"[15]

Em 1979, o descontentamento com o governo levou este a introduzir leis limitando a atividade dos sindicatos e a liberdade de imprensa; a 29 de maio, quando essas propostas iam ser votadas no parlamento, uma manifestação contrária junto à assembleia degenerou em violentos confrontos com a polícia, e as autoridades largamente perderam o controlo da ilha.

### A Aliança do Movimento de Libertação da Dominica
A 30 de maio, no dia a seguir à revolta, o PIC de Rosie Douglas, o PDP de Riviere, a DDA de Michael Douglas e a Vanguarda do Povo Trabalhador (WPV, uma dissidência do PIC) de Bernard Wiltshire, estabeleceram o Movimento de Libertação da Domincia, com uma direção nacional composta por Lloyd Pascal e Rosie Douglas do PIC, Athie Martin and W. Wallace do PDP,  Pierre Charles e Hilroy Castor da WPV e Michael Douglas e J. Joseph da DDA.
A Dominica estava numa situação pré-revolucionária (e algumas semanas antes o governo de Granada tenha sido derrubado pela insurreição do Movimento New Jewel, com o qual a DLMA tinha ligações) e grande parte do país estava a ser controlado por grupos revolucionários, afetos, uns à DLMA, e outros ao Partido da Liberdade da Dominica (DFP), conservador.
Em junho, largamente por inspiração de Rosie Douglas, foi formado um Comité de Salvação Nacional, agrupando sindicatos, associações empresariais, organizações de jovens, partidos oposicionistas de esquerda e de direita, etc., que deu um prazo até 13 de junho para o governo se demitir. A 20 de junho, finalmente o governo de John cai sendo substituido pelo trabalhista dissidente Oliver Seraphine, num executivo com representantes das várias forças políticas e fundamentalmente sobre a supervisão do Comité de Salvação Nacional; Michael Douglas tornou-se ministro das finanças, Athie Martin ministro da agricultura. Rosie Douglas e Pierre Charles foram nomeados senadores (embora R. Douglas tenha pouco depois sido destituído).
Em julho de 1980, realizaram-se eleições, mas antes disso a DDA e o PIC abandonaram a DLMA e juntaram-se ao Partido Trabalhista Democrático de Seraphine; a DLMA ficou reduzido ao PDP e à WPV, que se fundiram numa estrutura unitária, liderada por Atherton Martin. A DLMA teve 2.575 votos (8,42%), não tendo eleito nenhum deputado.

### O fim da DLMA
Em 1985, a DLMA e o Partido Trabalhista Unido de Dominica (liderado por Michael Douglas) integraram-se no Partido Trabalhista de Dominica.
Michael Douglas, Rosie Douglas e Pierre Charles vieram a tornar-se lideres do Partido Trabalhista (em 1986, 1992 e 2000, respeitvamente), tendo Rosie Douglas e Charles sido também primeiros-ministros (em 2000 e de 2000 a 2004, respetivamente), e todos faleceram no exercício dos cargos.
Bill Riviere em 2016 abandonou o Partido Trabalhista para criar o Movimento Democrático Popular.